# European Patrol Corvette
Pour les articles homonymes, voir EPC.
European Patrol Corvette (EPC), est un projet de navire de guerre porté par plusieurs états européens. C'est un programme de coopération structurée permanente sous supervision de l'Italie avec comme partenaires la France, l'Espagne, le Portugal, la Grèce, et depuis décembre 2021, le Danemark et la Norvège.

## Description
Le groupe de travail se fixe comme objectif de rédiger et de développer une nouvelle famille de navires de guerre de type « NATO War Limited Ship », c'est-à-dire des corvettes lance-missiles ou des patrouilleurs hauturiers (ou Offshore Patrol Vessel, OPV) selon les versions. Les navires auront une coque conventionnelle d'une longueur oscillant entre 90 m et 110 m, ainsi qu'un système de propulsion et un armement variable. Cette approche polyvalente et modulaire doit permettre d'effectuer différents types de missions (militaires, de police ou civiles).

## Équipement
Ils seront équipés d'artillerie et d'une hélisurface avec un hangar pouvant accueillir un hélicoptère Guépard marine ou NHIndustries 90 accompagné de drones comme le VSR700.
Ces corvettes disposeront également de missiles, antiaérien Aster ou antinavire comme l'Exocet.
La première phase du projet a été lancée le 24 octobre 2023.

## Versions
Deux versions sont prévues, avec de légères variations nationales :
- Une version très armée pour l'Italie et la Grèce, aux capacités anti-surface et anti-aérienne renforcées avec l'adjonction potentielle de capacités de lutte anti-sous-marine.
- Une version à grand rayon d'action pour l'Espagne ainsi que pour la France afin, pour cette dernière, de surveiller ses vastes zones économiques d'outre-mer. Cette version disposera d'une autonomie plus importante au détriment de l'armement qui se limitera à de l'artillerie et peut-être quelques missiles d'autodéfense comme le Simbad RC.

Les États membres participants ont l'intention de produire leur premier prototype en 2026-2027.

## Participants
- Italie : NAVIRIS (coentreprise de Fincantieri et Naval Group), Fincantieri
- France : NAVIRIS, Naval Group
- Espagne : Indra Sistemas, Navantia
- Grèce
- Danemark
- Norvège
- Roumanie - observateur
- Portugal - observateur

## Utilisateurs attendus
- Italie / Marine italienne
  - Remplace : 4 Classe Comandanti + 4
- Espagne / Marine espagnole où ils remplacent les corvettes de Classe Descubierta qui n'ont pas été converties en patrouilleurs.
  - Suppléments : Classe Serviola, Navire Infanta Elena de Classe Descubierta
- France / Marine française
  - Suppléments / Remplace la Classe Floréal
- Grèce / Marine de guerre hellénique
  - Suppléments